# Giovanna Arbunic Castro
Brunilda Giovanna Arbunic Castro (* 1. Juli 1964 in Punta Arenas) ist eine chilenische Schachspielerin.

## Leben
Sie stammt aus der Region Magallanes. Trainiert wurde sie 1981 und 1982 von FM David Arturo Godoy Bugueño (* 1944; † 2007). Seit längerem lebt sie in der Nähe von Valencia, Spanien und ist verheiratet mit dem chilenischen IM Daniel Barría Zuñiga (* 1974). Die beiden haben einen Sohn und betreiben eine Schachschule, die Academia Online Manuelito.

## Erfolge
Bei der U20-Weltmeisterschaft der weiblichen Jugend, die 1983 in Mexiko-Stadt stattfand, belegte sie hinter Fljura Chassanowa den zweiten Platz. Sie nahm an den Interzonenturnieren der Frauen 1982 in Bad Kissingen und 1985 in Schelesnowodsk teil, konnte sich jedoch für keine Frauenweltmeisterschaft qualifizieren. Zonenturniere der Frauen gewann sie 1982 in Morón, Argentinien, 1985 in São Paulo und 1999 in Villa Martelli, Argentinien. Die chilenische Einzelmeisterschaft der Frauen gewann sie achtmal. Mit der chilenischen Frauenmannschaft nahm Arbunic an der Schacholympiade 2012 teil.
Sie trägt seit 1982 den Titel Internationaler Meister der Frauen (WIM). Die chilenische Elo-Rangliste der Frauen hatte sie in den 1990er- und 2000er-Jahren mehr als 20 Jahre lang angeführt. Vereinsschach spielt Giovanna Arbunic Castro in unteren spanischen Ligen für den Club Ajedrez Ed Manila Estrellas.